# La Tola
La Tola é um município da Colômbia, localizado no departamento de Nariño.